# آلیسون موبری
آلیسون موبری (انگلیسی: Alison Mowbray; ۱ فوریهٔ ۱۹۷۱ – ) از برندگان مدال‌های بازی‌های المپیک تابستانی و قایقران روئینگ اهل بریتانیا بود.